# Parc de Pumalín

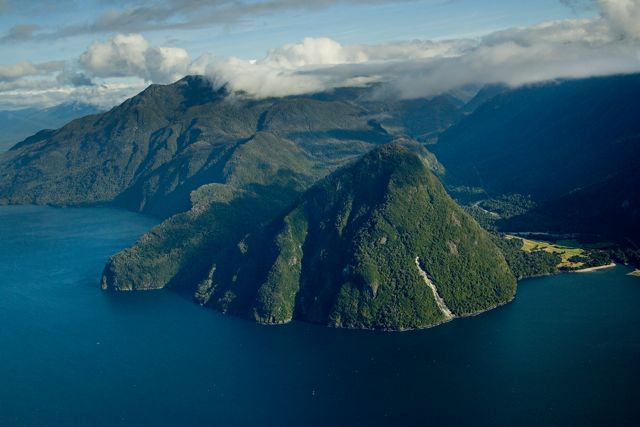
Fjord et forêt pluviale tempérée du parc de Pumalín.

Le parc de Pumalín (en espagnol : parque Pumalín) est une réserve naturelle située au Chili, couvrant une superficie de 3 250 km2. Né de l'initiative privée portée par le couple formé par Kris Tompkins et Douglas Tompkins, fondateurs des marques de textile Esprit et The North Face, le parc a ensuite vu sa gestion confiée à l'État chilien.

## Histoire

### Idée et développement
En 1991, Douglas Tompkins et sa femme Kris Tompkins décident d'acquérir une grande parcelle de terres à moitié abandonnées dans la vallée de la rivière Reñihué (en), dans la province chilienne de Palena. Douglas Tompkins visite fréquemment les contrées sauvages de la Patagonie depuis le début des années 1960, et est un alpiniste et un fervent défenseur de la cause de la conservation de la nature. Aussi, son achat vise à interdire toute nouvelle exploitation sur sa parcelle de 17 000 ha, principalement couverte de forêts tempérées valdiviennes, un écosystème aussi particulier que fragile et ancien. Pratiquement 98 % de la surface de son parc privé sont acquis auprès de propriétaires fonciers n'habitant pas sur leurs terres.
Après avoir déménagé pour vivre lui-même à Reñihué, Tompkins poursuit ses projets d'acquisition pour créer un parc bien plus grand, achetant les parcelles avoisinantes aux seules personnes désireuses de vendre. Sa fondation pour l'environnement, dénommée « The Conservation Land Trust », prend la suite et continue entre 1991 et 1998 à procéder aux achats fonciers permettant d'agrandie la réserve naturelle. Le Conservation Land Trust parvient ainsi à agrandir le parc de quelque 283 280 ha supplémentaires.
Au total, les quelque 300 km2 de terres achetées par Tompkins et sa fondation, ensemble baptisé « parque Pumalín », sont déclarés « sanctuaire naturel » (en espagnol : Santuario de la naturaleza) par le président chilien Ricardo Lagos, le 19 août 2005. Ce statut apporte au parc des protections supplémentaires et des garanties étatiques concernant sa richesse écologique et encadrer les projets d'aménagement et d'urbanisation. Plus tard[Quand ?], le Conservation Land Trust fait acte de donation de ces terres à la Fundación Pumalín, fondation chilienne, lui confiant la gestion et la poursuite des activités de protection de la nature pour ce parc national d'initiative privée. Depuis, les installations du parc accueillent un public de plusieurs dizaines de milliers de personnes chaque année.
Le projet développé par les Tompkins et ses fondations consiste à rendre à la nature les terres précédemment exploitées ; en 2009, il avait ainsi pu transformer une grande exploitation ovine en prairies vides de toute exploitation, en retirant plus de 400 km de clôtures du paysage. Ce partisan de l'écologie profonde, disciple du norvégien Arne Næss, constitue ainsi un empire vert, luttant contre toute tentative d'exploitation de la zone.
Lors de l'éruption de 2008 du volcan Chaitén, l'accès au parc a dû être interrompu. Les visiteurs ont de nouveau pu s'y rendre en décembre 2010.
L'investissement de Tompkins et sa fondation pour l'achat des terrains est estimé en 2010 à quelque 35 millions de dollars. En 2011, une fraction des terres de Tompkins sont expropriées par le gouvernement de Sebastián Piñera pour procéder aux travaux préparatoires d'un tronçon de 1 200 km de la Carretera Austral, entre Puerto Montt et Coyhaique.
En 2014, Douglas Tompkins annonce son souhait de léguer à sa mort la propriété de ses terres à l'État chilien.

### Oppositions

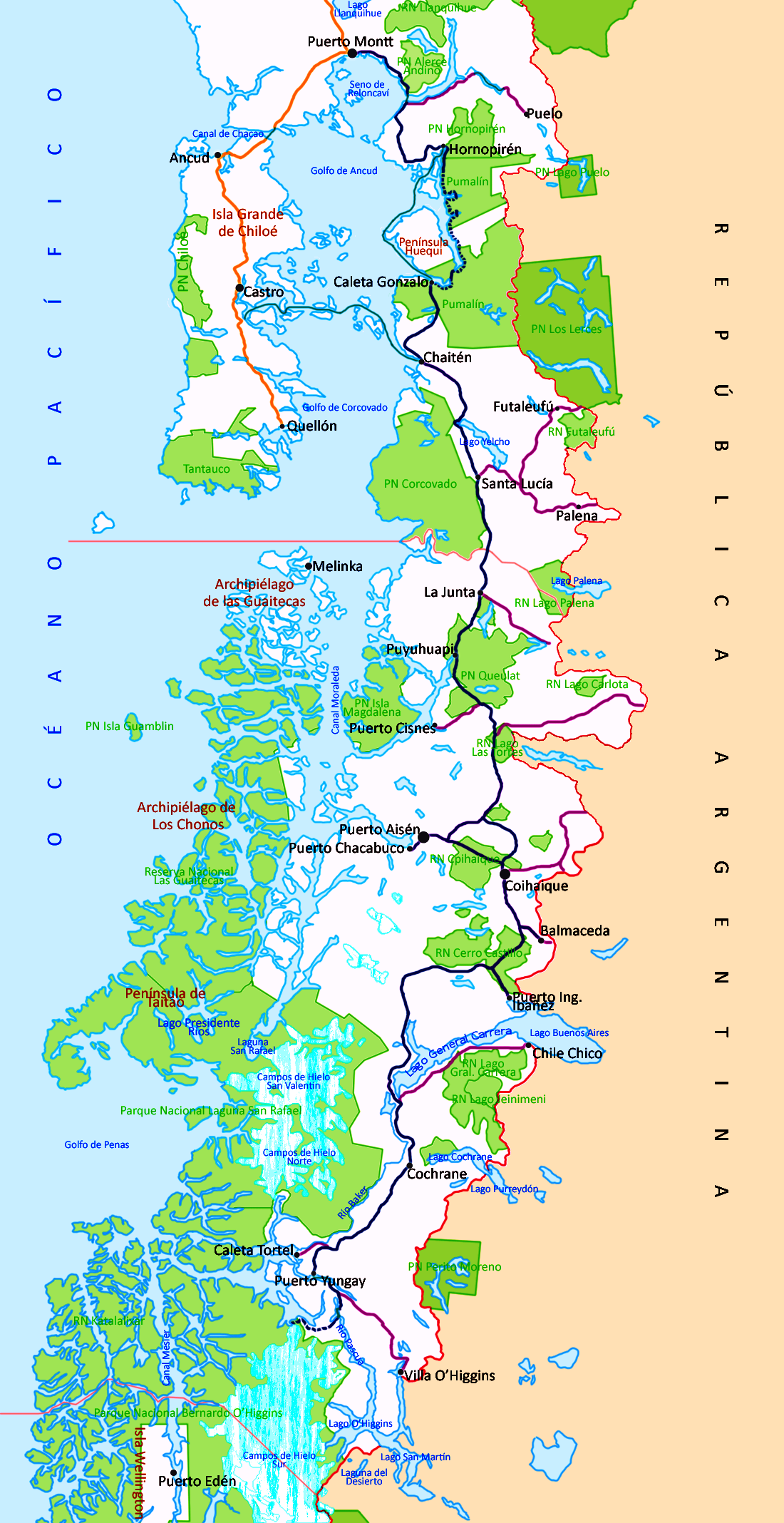
Le parc de Pumalín, au nord-est de la carte de la Carretera Austral.

Ce statut de parc national d'initiative privée est très particulier au sein du contexte général des zones protégées au Chili. En effet, alors qu'aux États-Unis, les initiatives philanthropiques de protection de la nature sont légion depuis fort longtemps, ce type de démarche n'a pas de semblable à une telle échelle au Chili, et a du coup suscité le scepticisme et l'opposition politique à ses débuts. Mais au fur et à mesure de l'évolution du projet de Tompkins, l'homme d'affaires a su gagner la confiance des acteurs, tant au niveau local qu'au niveau national. Toutefois, une extension du parc, prévue[Quand ?] avec les 340 km2 gérés par la « Fundación San Ignacio del Huinay », rencontre l'opposition de la trentaine d'habitants qui vivent dans le pays de Huinay (en).
L'opposition se trouve également au plus haut de l'État, avec les critiques formulées par le président alors en exercice Eduardo Frei Montalva, dénonçant à la fois l'expulsion de paysans et les embuches posées par le parc au projet de la Carretera Austral, grande voie de communication devant désenclaver le sud du Chili. Certaines accusations demeurent très fantaisistes, faisant des Tompkins des agents de la CIA, des espions, les promoteurs de l'élevage de bison en Amérique du Sud ou d'un nouvel État sioniste ; ceci a tout de même poussé la police chilienne à implanter un poste de police en plein cœur du parc, pour garder un œil sur les « gringos », et l'armée à déployer une base près du parc, celui-ci partageant une cinquantaine de kilomètres de frontière avec l'Argentine.
De plus, les interrogations sur la manière de faire des Tompkins se font entendre au niveau international. En particulier, le fait que le couple Tompkins achète des terres arables qui sont certes délaissées par leurs propriétaires en titre mais cultivées par les habitants du site, et celui que le couple poursuive en justice les exploitants qui construisent des digues pour irriguer ces terres attisent les critiques.

## Description

### Géographie
Le parc de Pumalín s'étend sur 3 250 km2 de la province de Palena au Chili. Le nord du parc jouxte le parc national Hornopirén.
Il se situe au sein d'une région volcanique, avec les volcans Chaitén et Hornopirén au nord.

### Biodiversité
L'un des éléments moteurs de la démarche entreprise par Douglas Tompkins est la protection de la biodiversité. Il ne s'agit pas simplement de permettre aux visiteurs une immersion éphémère dans un biotope exceptionnel ; la réserve naturelle de Pumalín offre également les moyens de protéger activement l'écosystème, dont sa faune et sa flore. Si la faune chilienne ne peut rivaliser avec celle des régions amazoniennes, sa flore est riche de nombreuses espèces et sous-espèces endémiques. Sa forêt tempérée décidue et mixte spécifique, la forêt tempérée valdivienne, compte à elle seule des milliers d'espèces de plantes endémiques. La pluviométrie annuelle atteint 6 000 mm pour les forêts côtières du parc de Pumalín. Cette pluviométrie exceptionnelle permet à cette forêt primaire humide de s'étendre jusqu'en bord de mer, fait extrêmement rare surtout de nos jours. De plus, le parc contribue à la protection des derniers Cyprès de Patagonie, espèce considérée comme l'un des plus anciennes encore présentes sur terre et dont le parc abrite plus de 25 % des spécimens restants.

### Aménagements et fonctionnement
Les acteurs du parc sont pleinement conscients du fort besoin d'adhésion des populations voisines pour que les buts de protection et de valorisation du patrimoine naturel puissent être atteints. Pour ce faire, les démarches sont nombreuses. Il s'agit par exemple de démontrer qu'une agriculture raisonnée, adaptée aux conditions locales, peut permettre de vivre à l'exploitant tout en participant à la protection de la biodiversité. La fondation de Tompkins a également fait construire une école, diffuse des programmes radiophoniques et a créé 150 emplois dans la région.
Pour accueillir les visiteurs, le parc dispose d'infrastructures sommaires : chemins, campements, point d'information. Seuls 2 % du parc sont accessibles, et les places sont chères, avec seulement 10 000 visiteurs acceptés chaque année. La sécurité y est assurée par des gardes forestiers sans uniforme, qui patrouillent dans les étendues agricoles autour du sanctuaire naturel. De petites exploitations bios, pratiquant l'élevage, la fabrication de fromage, l'écotourisme, le manufacture lainière ou l'apiculture servent également de relais pour les gardes forestiers ou de centres d'information pour les visiteurs. Ces fonctions mixtes contribuent à la création d'un sentiment d'appartenance parmi les différentes personnes côtoyant le parc, agriculteurs, éleveurs, agents gouvernementaux, membres des fondations philanthropiques.
Le parc de Pumalín est accessible par route ou par mer. Il constitue la principale destination écotouristique du Chili. Le site de Caleta Gonzalo (es), au fond du fjord de Reñihué (en), est la principale zone aménagée pour les touristes. Il dispose d'un restaurant, un centre d'information, de bungalows et d'un terrain de camping. Un service de ferrys permet de rejoindre Caleta Gonzalo depuis le village d'Hornopirén pendant les mois d'été.